# Хаменгкубувоно II
Хаменгкубувоно II (также Хаменгкубувана II, HK II, индон. Hamengkubuwono II, Hamengkubuwana II, HK II) — второй султан Джокьякарты. Вступил на престол в 1792 году в возрасте 42 лет, правил в 1792—1810, 1811—1812, 1826—1828 годах. В период с 1826 по 1828 год его власть была чисто номинальной, большая часть населения султаната продолжила считать законным правителем Хаменгкубувоно V.